# Vădastra
Vădastra é uma comuna romena localizada no distrito de Olt, na região de Oltênia. A comuna possui uma área de 18.04 km² e sua população era de 1641 habitantes segundo o censo de 2007.